# 綸言汗の如し
綸言汗の如し（りんげんあせのごとし）は、皇帝が一旦発した言葉（綸言）は取り消したり訂正することができないという中国歴史上の格言。
「綸言」の出典は孔子の『礼記』緇衣篇である。原文では「王言如絲，其出如綸；王言如綸，其出如綍」となっており、王のちょっとした言葉（絲：細い糸）が重い意味（綸：太い糸）を持つとの教訓である。
「汗の如し（如汗）」の出典は『漢書』劉向伝であり、原文は「言号令如汗，汗出而不反者也」である。

## 概要
古来、皇帝など国家の支配者の発言は神聖であり絶対無謬性を有するとされ、臣下が疑念や異議を差し挟むことは不敬とされた。
このため、一旦皇帝から発せられた言葉は仮に誤りがあっても、それを訂正することは皇帝が自らの絶対無誤謬性を否定することになり、皇帝の権威を貶めてしまうためタブーとされた。
このため、「綸言汗の如し」（皇帝の発言は、かいてしまった汗のように体に戻すことができない）という古典典籍の言葉を引用、格言として軽率な発言やその訂正を戒めた。
この慣例は発言のみならず文書にも適用され、清の乾隆帝が先に入手した黄公望の「富春山居図」模本に賛を記入してしまったため、後に入手した真本に賛を入れることができなかったという故事が残されている。

## 日本での受容
鎌倉時代に成立したといわれる『平家物語』の『頼豪（らいごう）』に、三井寺の僧、頼豪が白河天皇を評して、「てんしには たはぶれの ことば なし。りんげん あせのごとしとこそ うけたまはつて さふらへ」（天子には戯れの言葉は無い。「綸言汗の如し」というではないか）と言ったと書かれている。
室町時代に成立した『太平記』巻第十四・『将軍御進発大渡・山崎等合戦事』には「かく計たらさせ給ふ綸言の汗の如くになどなかるらん去程に正月七日に、義貞内裏より退出して軍勢の手分あり」との記述がある。
明治時代に編纂された事典『古事類苑』にも、「綸言如汗」の項が作られている。

## 拡大解釈
現在では、この格言の対象は中国の皇帝に限らず、政治家、軍の指揮官、企業や公的機関の管理職など、責任ある立場の人物が発言する際従うべき模範として使用されている。